# Sechstagerennen von Grenoble

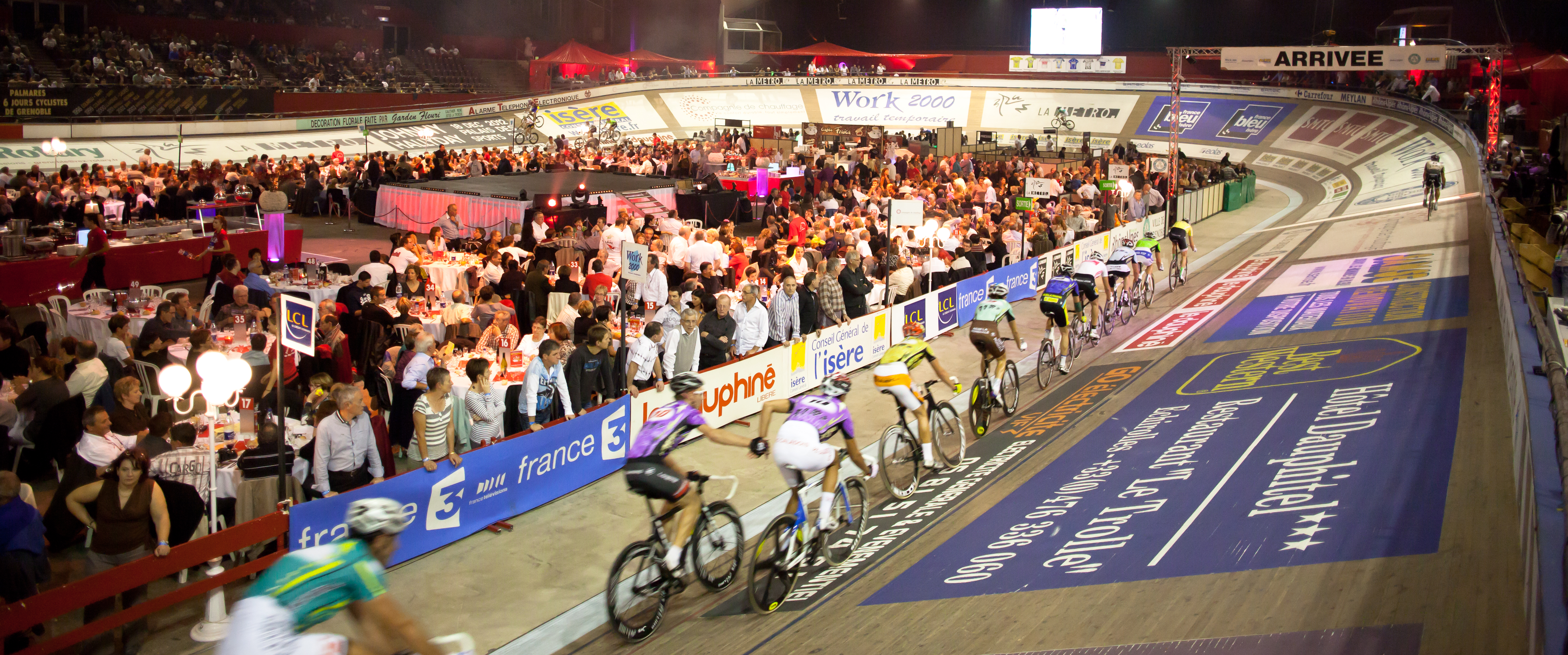
Sechstagerennen von Grenoble 2011

Das Sechstagerennen von Grenoble war ein Wettbewerb im Bahnradsport in der französischen Stadt Grenoble. Das Sechstagerennen wurde von 1971 bis 2014 veranstaltet. Es hatte 45 Austragungen.

## Geschichte
Das Sechstagerennen wurde 1971 zum ersten Mal ausgetragen. Initiator des Rennens war Georges Cazeneuve, Verlagsleiter der Zeitung „Dauphiné Libéré“, der auch das Critérium du Dauphiné Libéré begründete. Veranstaltungsort war bis 2014 das Palais des Sports in Grenoble. Die Radrennbahn hatte eine Länge von 200 Metern. Traditionell fand es im Oktober oder November statt. 1984 fand das Rennen nur über vier Tage statt, ab 2012 wurde es an drei Tagen ausgetragen. Rekordsieger ist Franco Marvulli mit sechs Siegen.

## Palmarès
| Jahr     | Sieger                                          |
| -------- | ----------------------------------------------- |
| 1971 (1) | Peter Post – Alain Van Lancker                  |
| 1971 (2) | Jack Mourioux – Alain van Lancker               |
| 1972     | Cyrille Guimard – Alain van Lancker             |
| 1973     | Eddy Merckx – Patrick Sercu                     |
| 1974     | Jackie Mourioux – Alain van Lancker             |
| 1975     | Eddy Merckx– Patrick Sercu                      |
| 1976     | Günter Haritz – Bernard Thévenet                |
| 1977     | René Pijnen – Francesco Moser                   |
| 1978     | Dietrich Thurau – Patrick Sercu                 |
| 1979     | René Pijnen – Francesco Moser                   |
| 1980     | Danny Clark – Bernard Thévenet                  |
| 1981     | Urs Freuler – Patrick Sercu                     |
| 1982     | Bernard Vallet – Gert Frank                     |
| 1983     | Daniel Gisiger – Patrick Clerc                  |
| 1984     | Bernard Vallet – Gert Frank                     |
| 1985     | nicht ausgetragen                               |
| 1986     | Francesco Moser – Tony Doyle                    |
| 1987     | Bernard Vallet – Charly Mottet                  |
| 1988     | Roman Hermann – Charly Mottet                   |
| 1989     | Gilbert Duclos-Lassalle – Danny Clark           |
| 1990     | Laurent Biondi – Laurent Fignon                 |
| 1991     | Jean-Claude Colotti – Philippe Tarantini        |
| 1992     | Gilbert Duclos-Lassalle – Pierangelo Bincoletto |
| 1993     | Gilbert Duclos-Lassalle – Pierangelo Bincoletto |
| 1994     | Jean-Claude Colotti – Dean Woods                |
| 1995     | Marco Villa – Silvio Martinello                 |
| 1996     | Adriano Baffi – Giovanni Lombardi               |
| 1997     | Tayeb Braikia – Jakob Piil                      |
| 1998     | Adriano Baffi – Andrea Collinelli               |
| 1999     | Adriano Baffi – Andrea Collinelli               |
| 2000     | Joan Llaneras – Isaac Gálvez                    |
| 2001     | Franco Marvulli – Alexander Aeschbach           |
| 2002     | Adriano Baffi – Marco Villa                     |
| 2003     | Franco Marvulli – Alexander Aeschbach           |
| 2004     | Franco Marvulli – Alexander Aeschbach           |
| 2005     | Matthew Gilmore – Iljo Keisse                   |
| 2006     | Franco Marvulli – Alexander Aeschbach           |
| 2007     | Michael Mørkøv – Alex Rasmussen                 |
| 2008     | Michael Mørkøv– Alex Rasmussen                  |
| 2009     | Franco Marvulli – Luke Roberts                  |
| 2010     | Franco Marvulli – Alexander Aeschbach           |
| 2011     | Morgan Kneisky – Iljo Keisse                    |
| 2012     | Kenny De Ketele – Iljo Keisse                   |
| 2013     | Vivien Brisse – Iljo Keisse                     |
| 2014     | Morgan Kneisky – Thomas Boudat                  |